# Royal Gigolos
Die Royal Gigolos sind ein deutsches Dance-Projekt, das in die musikalische Richtung des Techhouse einzuordnen ist.

## Geschichte
Die Sängerin Melanie, der Sänger Jay und der DJ/Produzent Tyson trafen sich 2003 und stellten im Laufe ihres Gesprächs die gemeinsame Begeisterung für den alten The Mamas and the Papas-Klassiker California Dreamin’ fest; aber erst 2004 wurde der Titel herausgebracht. In über 20 Ländern schoss California Dreamin’ bis auf Platz 1 der nationalen Dance- oder Club-Charts – z. B. von Russland, Ukraine über Ungarn, ganz Skandinavien, Holland, Frankreich und Kanada – und erreichte auch die Radio- oder Verkaufs-Charts.
Auch die zweite Single No Milk Today konnte an die Erfolge des Vorgängers anknüpfen. Beinahe weltweit waren Top 5 Dance-Chart- und diverse Verkaufschart-Erfolge zu verzeichnen. Die dritte Singleauskopplung aus dem Album Musique Deluxe Self Control / Somebody’s Watching Me – eine Doppelauskopplung erreichte in den europäischen Charts hohe Chartplatzierungen. Außerdem wirkten die Royal Gigolos als Remixer für diverse Dance-Projekte, u. a. für Milk & Sugar.

## Diskografie

### Alben
- Musique Deluxe (2004)
- From California to My Heart (2006)

### Singles
- California Dreamin’ (2004) – Originalwerk: The Mamas and the Papas
- No Milk Today (2004) – Originalwerk: Herman’s Hermits
- Self Control / Somebody’s Watching Me (2005) – Originalwerke: Raf / Rockwell
- Tell It to My Heart (2007) – Originalwerk: Taylor Dayne
- Girls Just Wanna Dance (2007) – Originalwerke: Girls Just Want to Have Fun von Cyndi Lauper / I Wanna Dance with Somebody (Who Loves Me) von Whitney Houston
- Get the Party Started (2009) – Originalwerk: P!nk

### Remixe
- DJ Thoka vs. DJ Taylor – Happy Song (2004)
- Dave Armstrong – Make Your Move (2004)
- Bomfunk MC’s – No Way in Hell (2004)
- Potatoheadz – Narcotic (2005)
- Mike MH-4 – Electrica Salsa (2005)
- DJ Tyson vs. Village People – Y.M.C.A. 2005 (2005)
- Nimbus – Ritmo de la Noche (2006)
- Lazard – Your Heart Keeps Burning (2006)